# N7 (Kamerun)
Die N7 ist eine Fernstraße in Kamerun, die in Edéa an der Ausfahrt der N6 beginnt, über Kribi an der Zufahrt zur N17 führt und in Campo kurz vor der Grenze zu Äquatorialguinea endet. Sie ist 185 Kilometer lang.